# Pétur Guðmundsson (Basketballspieler)

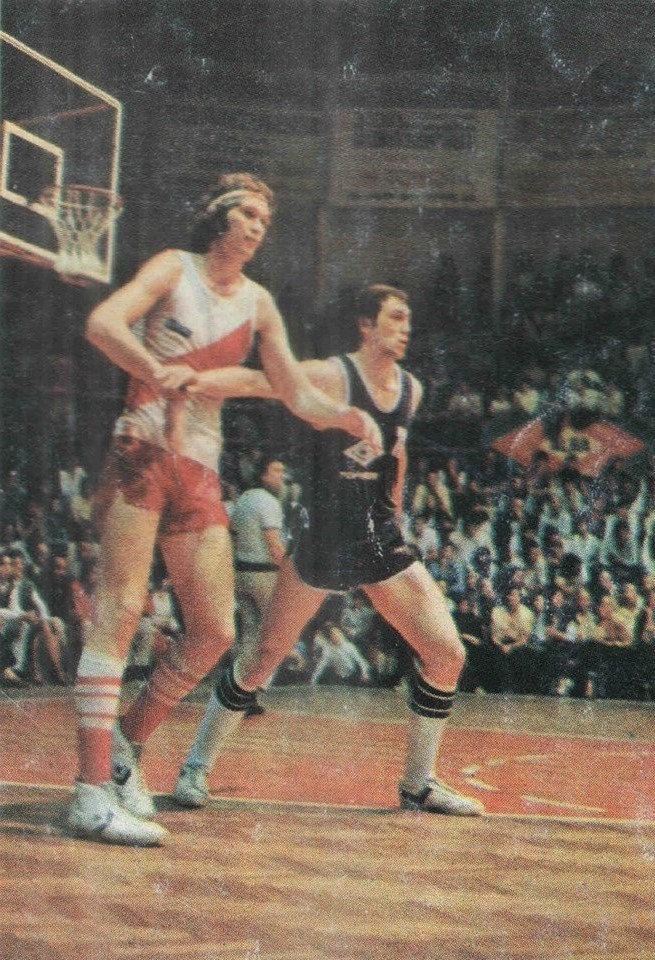
Pétur Guðmundsson (1980)

Pétur Karl Guðmundsson (* 30. Oktober 1958 in Reykjavík) ist ein ehemaliger isländischer Basketballspieler. Der beinahe 2,20 m große Pétur Guðmundsson gilt als der erste isländische Basketballspieler in der Geschichte der am höchsten dotierten Profiliga NBA in den Vereinigten Staaten. In den 1980er Jahren absolvierte Guðmundsson insgesamt 150 Einsätze für drei verschiedene NBA-Klubs.

## Karriere
Pétur Guðmundsson bekam nach dem High-School-Abschluss in Mercer Island einen Studienplatz an der University of Washington in Seattle, wo er von 1977 an für die Hochschulmannschaft Huskies in der NCAA spielte. Zu seinen Mannschaftskameraden zählte unter anderem der spätere NBA-Profi und Huskies-Trainer Lorenzo Romar unter Trainer Marv Harshman, der im Anschluss auch die beiden deutschen NBA-Profis Detlef Schrempf und Chris Welp trainierte. Nachdem Pétur Guðmundsson in der Saison 1980/81 nicht bei den Huskies gemeldet war, wurde er trotzdem in der dritten Runde des NBA-Draft 1981 an 61. Position von den Trail Blazers aus Portland (Oregon) ausgewählt.
In der NBA 1981/82 startete Pétur Guðmundsson seine NBA-Karriere ebenfalls im Nordwesten der Vereinigten Staaten und absolvierte 68 Einsätze, bevor die Trail Blazers ihn nach Saisonende im Sommer 1982 in einem Spielertausch zu den Detroit Pistons transferierten. Die Pistons hatten letztlich keine Verwendung für Pétur Guðmundsson und entließen ihn knapp eine Woche vor Saisonbeginn aus seinem Vertrag. Nachdem Pétur Guðmundsson zwei Jahre in seiner Heimatstadt für Íþróttafélag gespielt hatte, kehrte er Mitte der 1980er Jahre in die Vereinigten Staaten zurück, wo er unter anderem in der Minor League Continental Basketball Association (CBA) aktiv war. Dies war mitunter nicht ohne weiteres möglich, da er hierfür ein „work permit“ (deutsch Arbeitserlaubnis) benötigte, die ihm ohne weiteres in der Minor League nicht gewährt wurde. Gut sechs Wochen nachdem ihm eine Arbeitserlaubnis verweigert worden war, bekam er schließlich im März 1986 einen neuen Vertrag in der NBA beim noch amtierenden NBA-Champion Lakers aus Los Angeles. Für die Lakers hatte Pétur Guðmundsson noch acht Einsätze in der NBA 1985/86 neben Magic Johnson und Kareem Abdul-Jabbar, als die Lakers eine Titelverteidigung verpassten und in den Western Conference-Finals den Houston Rockets um unter anderem den „Twin Towers“ Ralph Sampson und Hakeem Olajuwon unterlegen waren.
In der folgenden NBA 1986/87 blieb Pétur Guðmundsson ohne Einsatz für die Lakers, die ihn im Februar 1987 zusammen mit unter anderem Frank Brickowski in einem Spielertausch zu den Spurs nach San Antonio transferierten. Die Spurs setzten Pétur Guðmundsson in der NBA 1987/88 in 68 Spielen ein, aber nach acht Einsätzen in der NBA 1988/89 wurde er im März 1989 auch bei den Spurs entlassen. Anschließend spielte Pétur Guðmundsson in der CBA für die neu gegründeten Skyforce in Sioux Falls und in der Sommerliga USBL an der Ostküste für die Skyhawks aus New Haven (Connecticut). Es gelang ihm aber nicht, sich erneut für einen Vertrag in der NBA zu empfehlen. Nachdem Pétur Guðmundsson noch zwei Jahre in seiner isländischen Heimat für UMF Tindastóll aus Sauðárkrókur aktiv gewesen war, kehrte er 1992 noch einmal kurzfristig zu den Sioux Falls Skyforce zurück. Nach seinem Karriereende 1993 als aktiver Basketballer in seiner isländischen Heimat betätigte sich Pétur Guðmundsson hauptsächlich in seiner zweiten Heimat im US-Bundesstaat Washington. Anfang der 2000er Jahre arbeitete er aber auch einige Zeit für den isländischen Basketballverband und als Basketballtrainer. In dieser Zeit wurde er 2001 auch als Islands Basketballspieler des 20. Jahrhunderts ausgezeichnet.